# MAS Región
MAS Región (MAS-R) fue un partido político chileno de izquierda, que formaba parte de la coalición Nueva Mayoría.
Fue creado en 2008, bajo el nombre Movimiento Amplio Social (MAS) por el senador Alejandro Navarro, exsocialista. El partido fue inscrito oficialmente en el Servicio Electoral de Chile el 7 de mayo de 2009. El 3 de junio de 2010 fue reinscrito luego de su fusión con el Movimiento Social del Norte, en las regiones de Tarapacá, Antofagasta, Atacama, Biobío, Aysén y Metropolitana.
En febrero de 2014 el partido fue declarado como disuelto por el Tribunal Calificador de Elecciones tras no alcanzar el 5% mínimo de votos en las elecciones parlamentarias de 2013. Para subsanar esta situación, en mayo de 2014 se fusionó con el partido regionalista Fuerza del Norte, constituyendo el partido denominado MAS Región.
En 2018 inició sus trámites para fusionarse con la Izquierda Ciudadana y formar el partido Mas Izquierda Ciudadana.

## Historia

### Proceso de formación (2008-2009)

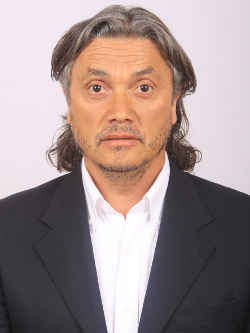
Alejandro Navarro, fundador del MAS.

El MAS es creado como movimiento político en 2008, por el senador Alejandro Navarro, luego que el por entonces miembro del Partido Socialista (PS) comenzara a sentirse poco representado tanto por su partido (que entonces era presidido por Camilo Escalona) como por la Concertación, coalición política a la que pertenecía el PS.
En octubre de ese año, como parte del pacto Juntos Podemos Más, Navarro presentó a algunos candidatos para las elecciones municipales, ganando Jorge Venegas en la Región del Maule como independiente por el pacto, y Cristian Tapia Ramos como independiente por la Región de Atacama. Poco después, el 6 de noviembre, Navarro anunció su salida oficial del PS, luego de veinticinco años de militancia, comenzando inmediatamente las gestiones para transformar al MAS en un partido político independiente. A fines de 2008 Navarro es proclamado por el MAS como precandidato para las próximas elecciones presidenciales de 2009-2010.
El 7 de mayo de 2009, el movimiento es inscrito oficialmente como partido político ante el Servicio Electoral (SERVEL), luego de conseguir las firmas requeridas en las regiones de Tarapacá, Antofagasta, Atacama y Aysén. El 14 de septiembre Navarro inscribió formalmente su candidatura presidencial, luego de reunir las 36 mil firmas requeridas, pero días después, el 22 de septiembre, renunció a la candidatura, argumentando pocos recursos para solventar la campaña y el bajo porcentaje de apoyo de la ciudadanía exhibido en las encuestas.

### Debut electoral (2009-2012)

Logo del Movimiento Amplio Social (2009-2014).

Poco después, el 2 de octubre, Navarro y algunos miembros del MAS ofrecen su apoyo oficial a Marco Enríquez-Ominami (también exsocialista, por entonces candidato independiente y posteriormente fundador del Partido Progresista), mientras que otra facción del movimiento decide apoyar a Jorge Arrate, candidato por el pacto Juntos Podemos Más. Para las elecciones parlamentarias de diciembre de ese año, formaron parte del pacto Chile Limpio. Vote Feliz, liderado por Adolfo Zaldívar del Partido Regionalista de los Independientes (PRI) y Jorge Soria de Fuerza País. En las elecciones de diputados obtuvieron un 5,39% de los votos, correspondientes a 356 798 sufragios, y el triunfo de tres candidatos del PRI; el MAS de forma independiente obtuvo un 0,40% de apoyo, con sólo 26 440 votos.
El 30 de enero de 2010, el SERVEL declaró que el MAS como partido político perdió su reconocimiento legal, puesto que por ley todo partido político debe alcanzar al menos el 5% del total de los votos en tres regiones vecinas, o al menos elegir un mínimo de cuatro parlamentarios. Producto de este revés, el 3 de junio del mismo año el movimiento es reinscrito como partido, luego de su fusión con el Movimiento Social del Norte, en las mismas regiones de Tarapacá, Antofagasta, Atacama y Aysén, sumándose las regiones del Biobío y Metropolitana.
El 30 de julio de 2012, para las elecciones municipales de ese año, el MAS se unió al pacto Más Human@s, conformado junto al Partido Humanista y el Movimiento Amplio de Izquierda de Jorge Arrate.

### Parte de la Nueva Mayoría y MAS Región (2013-2018)

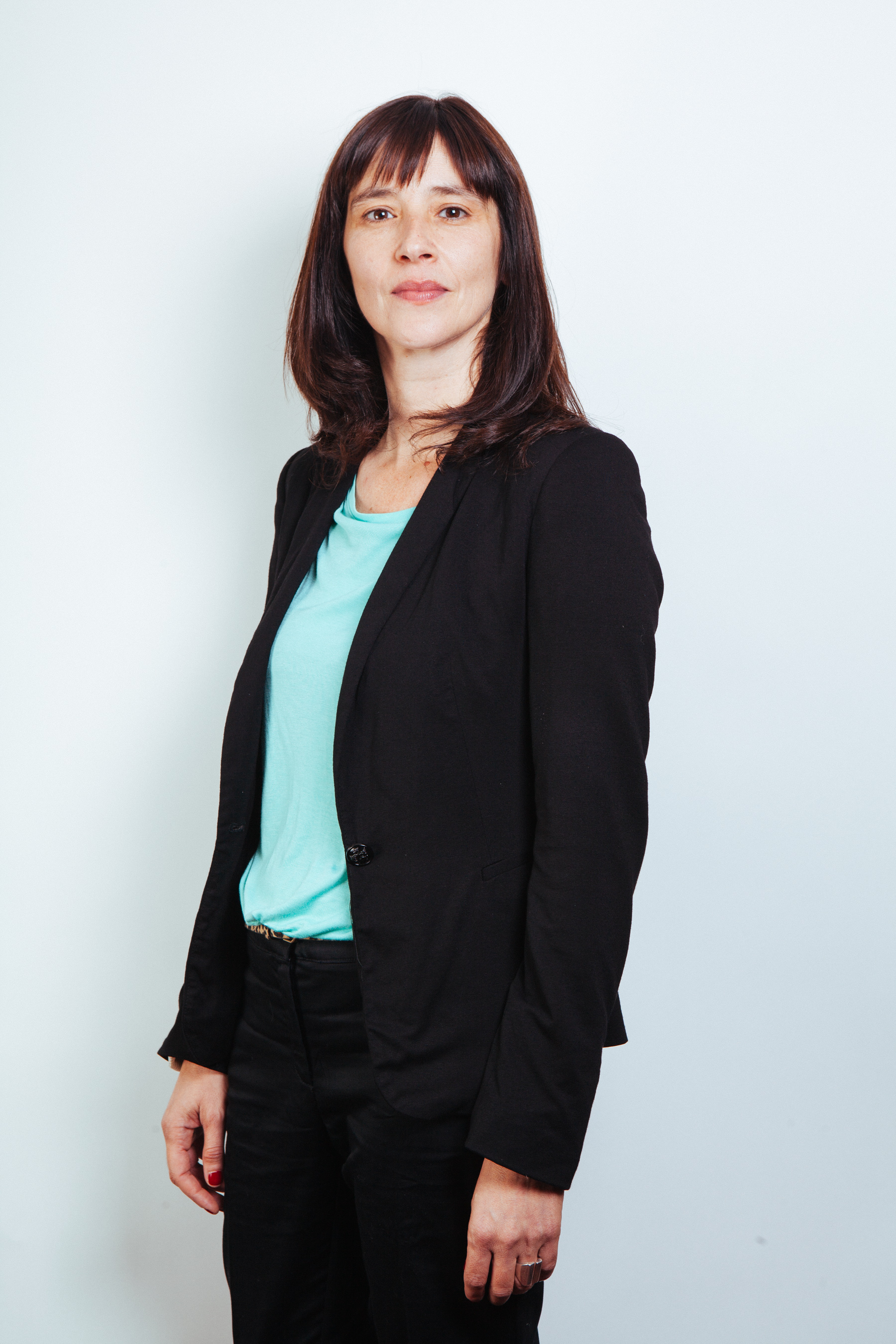
Natalia Riffo, ministra del Deporte del segundo gobierno de Bachelet.

Para las elecciones presidenciales de 2013, en cambio, el MAS anunció su apoyo a Michelle Bachelet (PS), representante de la Concertación. Ello provocó la salida de una parte de la colectividad, que se unió al Partido de Izquierda (PAIZ), el cual a partir de abril de 2013 pasó a denominarse Izquierda Unida (IU), y que respaldó la candidatura de Marcel Claude.
Tras entregar su respaldo a Bachelet, el MAS integró de manera oficial el pacto Nueva Mayoría para competir en las elecciones parlamentarias y de consejeros regionales, aunque en estas últimas se presentó en una lista separada en conjunto con los partidos Radical Socialdemócrata, Por la Democracia, Comunista e Izquierda Ciudadana. En aquellos comicios sólo pudo elegir a Navarro como senador, aunque su abanderada presidencial superó con comodidad a la postulante de la Alianza, Evelyn Matthei.
En 2014, el MAS se transformó en partido oficialista tras la designación de Natalia Riffo como ministra del Deporte en el gobierno de Bachelet, además de los nombramientos de Lilia Concha como subsecretaria del Consejo Nacional de la Cultura y las Artes y de Lorena Vera Arriagada como gobernadora de la Provincia de Ñuble.
Para evitar su disolución debido a que no logró el 5% de votos válidos, el MAS se fusionó con el partido Fuerza del Norte, liderado por el alcalde de Iquique Jorge Soria, para conformar el partido MAS Región.
En agosto de 2016 Alejandro Navarro anunció su salida de la Nueva Mayoría producto de diferencias con el gobierno, situación que no fue compartida por el resto de su partido. Ante esto, Navarro renunció a su militancia en MAS Región y fundó junto a Gonzalo Martner Fanta el partido País el 3 de septiembre de 2016.
En la elección presidencial de 2017 respaldó al candidato independiente Alejandro Guillier, quien fue derrotado por Sebastián Piñera en la segunda vuelta. En la parlamentaria se unió al Partido Demócrata Cristiano y a la Izquierda Ciudadana en la lista Convergencia Democrática. Al no elegir ningún diputado el partido sería disuelto por el SERVEL.

## Resultados electorales

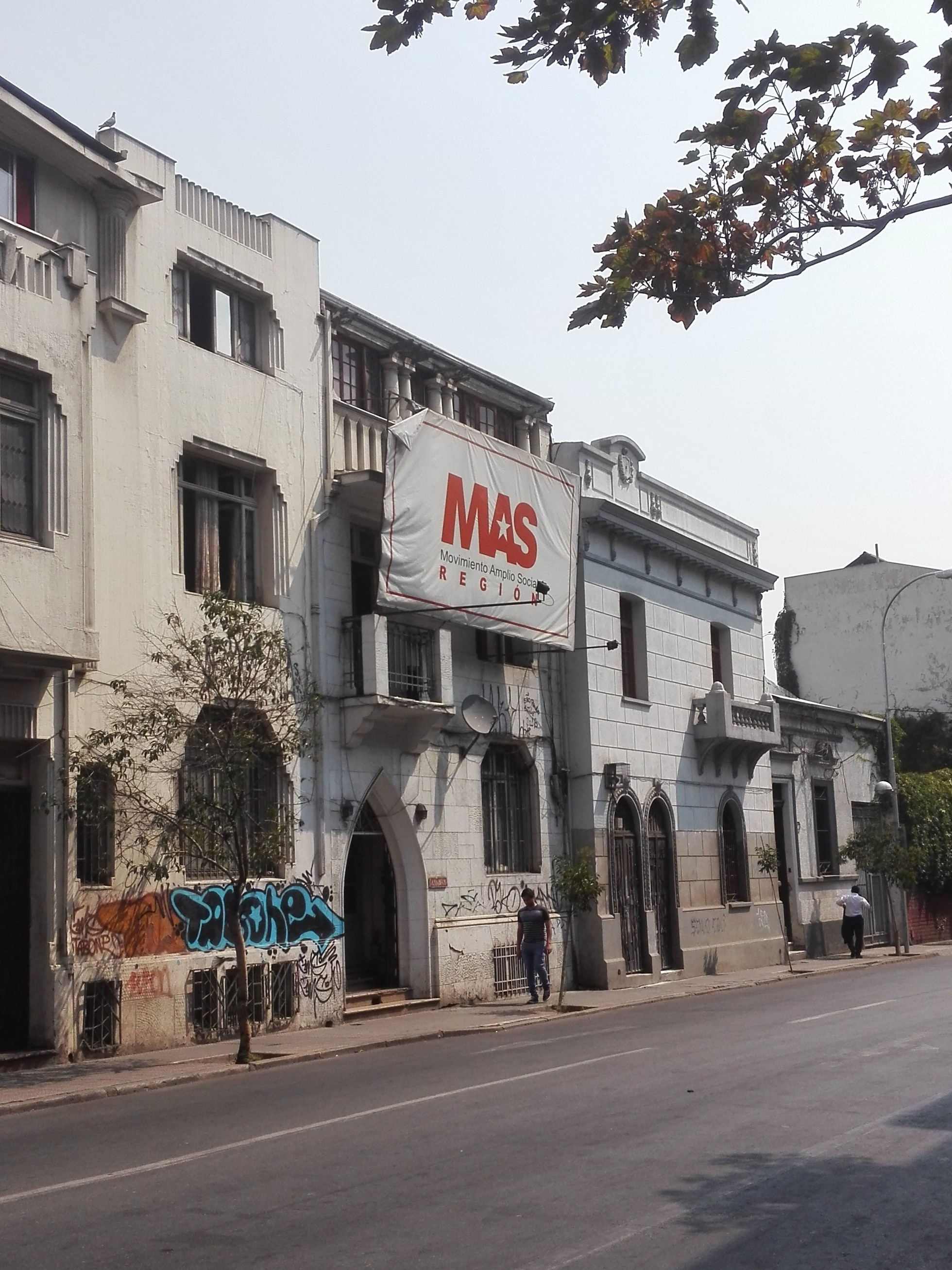
Sede de MAS Región en Santiago.

### Elecciones parlamentarias
|  | 0,40 % |

|  | 0,10 % |

|  | 3,47 % |

|  | 0,16 % |

|  | 0,04 % |

### Elecciones municipales
|  | 0,57 % |

|  | 0,68 % |

|  | 0,76 % |

|  | 1,90 % |

### Elecciones de consejeros regionales
|  | 0,17 % |

|  | 0,02 % |

## Mesa directiva
A partir de marzo de 2016, la Mesa Directiva del MAS Región queda conformada de la siguiente forma:
| Cargo              | Nombre                                   |
| ------------------ | ---------------------------------------- |
| Presidente         | Cristián Tapia                           |
| Vicepresidentes    | Sergio Vergara María Cecilia Pardo López |
| Secretario General | Fernando Zamorano                        |
| Tesorero           | Raúl Palacios Auspont                    |

### Presidentes
- Felipe Hazbún Marín (2008-2010)
- Alejandro Navarro Brain (2010-2016)
- Cristian Tapia Ramos (2016-2018)

## Eslóganes de campaña
| Tipo de elección    | Título del eslogan |
| ------------------- | ------------------ |
| Parlamentarias 2009 |                    |
| Municipales 2012    | MAS humano         |
| Parlamentarias 2013 | Somos MAS          |